# Диоцез Борга

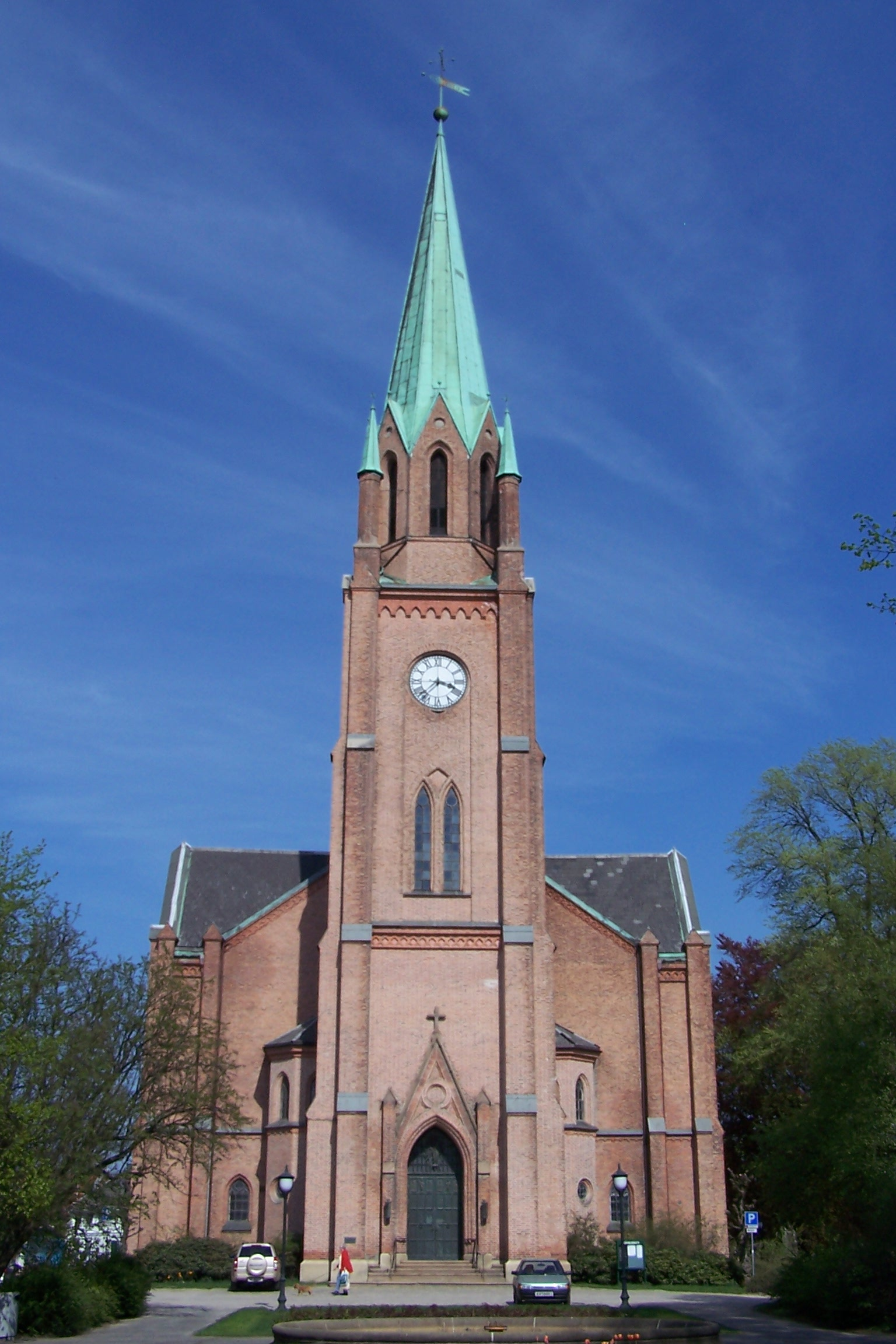
Фредрикстадский собор

Расположение диоцеза Борга

Диоцез Борга (норв. Borg bispedømme) — один из одиннадцати диоцезов Церкви Норвегии. Охватывает фюльке Эстфолл и Акерсхус, за исключением коммун Аскер и Берум. Отделился в 1969 году от диоцеза Осло; состоит из 9 пробств и 116 приходов.
Кафедральным собором диоцеза является Фредрикстадский собор.

## Фредрикстадский собор
Церковь был спроектирован архитектором Вальдемаром Ф. Луром и построен в 1880 году. Неоготический собор из красного кирпича вмещает 1100 человек. Когда в 1968 году был создан диоцез Борга, церковь получила статус кафедрального собора. Украшающие собор витражи Эмануэля Вигеланда датируются 1917 годом. Богато украшенная кафедра и красочный деревянный алтарь работы Вильгельма Петерса, относятся к 1897 году; на алтарной картине изображён Иисус Христос, исцеляющий слепого. Собор был перестроен и расширен архитектором Арнштейном Арнебергом в 1954 году. Интерьер обновил норвежский художник Аксель Револьд.

## Епископы
- 1969 — 1976: Пер Лоннинг
- 1976 — 1977: Андреас Аарлофт
- 1977 — 1990: Гуннар Лислеруд
- 1990 — 1998: Эвен Фогнер
- 1998 — 2005: Оле Кристиан Кварме
- 2005 — 2011: Хельга Хаугланд Бюфуглиен
- 2012 — 2021: Атле Соммерфельдт
- 2022 — н. в.: Кари Мангруд Алвсвог